# Форест Гъмп
„Форест Гъмп“ (на английски: Forrest Gump) е американска драматична комедия от 1994 година, направена по едноименния роман на Уинстън Грум от 1986 година. Това е деветият филм на режисьора Робърт Земекис. Във филма участват Том Ханкс, Робин Райт, Гари Сънийс, Сали Фийлд. Това е най-успешният филм на режисьора, като получава общо 38 награди, между които шест награди „Оскар“.
В центъра на действието на филма е главният герой Форест Гъмп – обикновен, леко глуповат човек от измисления град Гринбоу в щата Алабама. Филмът започва с неговите детски години и завършва с изпращането на сина му на училище. През това време той среща различни исторически фигури, оказва влияние на поп културата и участва в едни от най-главните събития на XX век. Филмът се различава съществено от романа. Заснет е в края на 1993 година главно в северноамериканските щати Джорджия, Южна Каролина и Северна Каролина. В него са използвани много визуални ефекти, за да се включи главният герой в архивни филми и други събития. Филмът е посрещнат много добре както от критиката, така и от зрителите, и успява да спечели 677,9 милиона долара.

## Сюжет
Внимание:  Текстът по-долу разкрива сюжета на произведението (или части от него)!
Филмът започва с полета на перо, което се спуска от небето към нозете на възрастния Форест, който седи на автобусна спирка. Завършва с реверсивна сцена – перото се вдига във въздуха от краката на Форест, след като от близката до дома му спирка той изпраща сина си с училищния автобус.
1981 година. Форест Гъмп (Том Ханкс) седи на скамейка на площад в град Савана, щата Джорджия. На хората, които от време на време сядат при него, той разказва историята на живота си.
Форест (в ролята на малкия Форест е Майкъл Конър Хъмфри) расте в град Грибоу, щат Алабама. Възпитава го самотна майка (Сали Фийлд), която отдава под наем стаи от тяхната голяма къща. Малкият Форест Гъмп е с проблеми с гръбначния стълб, заради които е принуден да носи ортопедични скоби на долните си крайници. Освен това неговият коефициент на интелигентност (IQ) е само 75 – недостатъчно за постъпване в обикновено училище, но благодарение усилията на майка му Форест Гъмп е приет. В училищния автобус той се запознава с Джени Къран (в ролята на малката Джени е Хана Хол), и тя става единственият приятел на Форест Гъмп. Джени заедно със сестрите си живее с баща им – дребен фермер, алкохолик (майка им е починала, когато Джени е била на 5 г.). Джени не обича да се връща вкъщи и затова моли Форест Гъмп да останат заедно още малко. Веднъж пияният им баща гони Джени и Форест Гъмп из гъста и висока царевична нива. Децата падат на колене и Джени се моли Бог да я превърне в птичка, за да може да отлети оттам.
В продължение на целия филм Джени няколко пъти се сближава с Форест, но всеки път без обяснения го напуска, без да приеме желанието му да живеят заедно в едно семейство.
През детството в дома на Форест Гъмп се спира и младият Елвис Пресли. При срещата им Форест Гъмп му показва станалия после знаменит танц с разклащането на бедрата. По-късно момчето и майка му виждат на телевизионен екран зад витрината на магазин Елвис Пресли да показва танца, изпълнявайки песента "Hound Dog" (куче порода хрътка).
Форест Гъмп се освобождава от ортопедичните скоби за крака, счупвайки ги при принудителното си бягство от преследващите го 3 момчета с велосипеди. Оттогава накъдето и да отива, той го прави бягайки. Като абитуриент той пак е подгонен, но този път младежите са в пикап, а бягащият Форест Гъмп се озовава на стадион, на който тъкмо се провежда среща по американски футбол. Треньорът забелязва удивителната му скорост и Форест Гъмп става част от отбора на Алабамския университет и става студент там. Благодарение на своята скорост той играе за своя отбор толкова успешно, че попада в числото на най-добрите спортисти аматьори, които по-късно са поканени на официален прием, организиран от президента на САЩ Джон Фицджералд Кенеди.
След завършването на университета Форест Гъмп е поканен да се включи в армията на САЩ. В учебния лагер той се запознава с Бенджамин Бъфард Блу с прякор „Бъба“ (в ролята Майкелти Уилямсън – Mykelti Williamson) и стават приятели. „Бъба“ го уговаря след края на войната да се занимават с лов на скариди. Във Виетнам те попадат във взвода на лейтенант Дан Тейлър (Гари Синиз). Докато е във Виетнам, Форест Гъмп пише на Джени. Взводът попада на засада на партизаните и Форест Гъмп спасява половината взвод, изнасяйки ранените от бойното поле (в това число и лейтенант Тейлър, на когото впоследствие ампутират краката заради получените рани), а „Бъба“ загива. Форест Гъмп също е ранен, затова временно се озовава в болница и повече не се връща на бойното поле. В САЩ той получава от президента Линдън Бейнс Джонсън почетен медал – висша военна награда.
Разхождайки се след награждаването във Вашингтон – столицата на САЩ, Форест Гъмп случайно попада на антивоенен митинг, където го замъкват на сцената, за да изнесе реч, но заради саботаж от речта му се чуват само началото и краят ѝ. Там той отново се среща с Джени, която е станала хипи. Те се разхождат вечерта, след което тя си тръгва.
В болницата след раняването Форест Гъмп започва да играе тенис на маса и даже отива на турнир в Китай, където побеждава.
В Ню Йорк се среща с лейтенант Тейлър, който го обвинява, че не го е оставил да умре на бойното поле. Форест Гъмп известно време живее при него и споделя идеята им с „Буба“ да купи корабче и да лови скариди. Лейтенантът му обещава, че ако Форест Гъмп стане капитан, то той ще му стане помощник.
След демобилизацията Форест Гъмп, по настояване на майка си, сключва рекламен договор с производител на хилки за тенис, който му носи достатъчен приход, за да се заеме с бизнеса със скаридите. Лейтенантът, научавайки това, изпълнява заканата си и става негов помощник на кораба. В началото бизнесът не върви добре, но ураганът Кармен връхлита крайбрежието и помита другите кораби, като оцелява само корабът на Форест. Така те натрупват капитал, който лейтенантът влага в „компания за производство на ябълки“ (показва се логото на „Епъл“) и им обезпечава финансово бъдещето.
Разбирайки, че майка му е на смъртен одър, Форест Гъмп се връща в родния си град. След смъртта ѝ, той решава да остане в родния си дом и започва да коси тревата безплатно.
След известно време Джени идва при Форест Гъмп и заживява в неговия дом. Той ѝ прави брачно предложение, но тя го отхвърля. Същата нощ тя идва при него и сутринта, без да се сбогува, го напуска.
В отчаянието си Форест Гъмп започва да бяга от единия бряг на Северна Америка до другия и пак наобратно. Така той става знаменит, дават го по телевизията и има много последователи.
В този момент разказът на скамейката свършва и Форест Гъмп съобщава, че Джени го е видяла по телевизията и му е пратила писмо, с което го кани в Савана. Става ясно, че адресът е през няколко улици и не е необходимо да се чака автобус, така че той отива при своята любима. Оказва се, че тя има син от него, когото е кръстила със същото име – Форест, но е болна от вирус (предполага се, че от вируса на СПИН). Тримата се връщат в щата Алабама, където Джени и Форест-старши се женят. Джени умира и Форест Гъмп остава сам със сина си.
В последната сцена от филма Гъмп-старши и Гъмп-младши чакат училищния автобус, който откарва Форест Гъмп-младши на училище, а перцето се вдига от ниво краката на Форест Гъмп-старши и литва нагоре във въздуха.

## Български дублаж
| Преводач            | Габриела Георгиева                                                       |
| Озвучаващи артисти  | Ася Братанова Нина Гавазова Радослав Рачев Стефан Димитриев Виктор Танев |
| Режисьор на дублажа | Екатерина Късметлийска                                                   |
| Тонрежисьор         | Михаил Михайлов                                                          |